# Agada
 (juillet 2025).
Si vous disposez d'ouvrages ou d'articles de référence ou si vous connaissez des sites web de qualité traitant du thème abordé ici, merci de compléter l'article en donnant les références utiles à sa vérifiabilité et en les liant à la section « Notes et références ».
Agada, est un nom masculin sanskrit, composé du préfixe « a » ayant le sens de « sans » et « gada » portant le sens de maladie, signifie sans maladie, être en bonne santé, remède, panacée. Dans le bouddhisme on utilise souvent ce mot pour qualifier l'enseignement (dharma) du bouddha. En chinois on emploie sa traduction phonétique en ajoutant le mot « médicament » : Ājiātuóyào 阿伽陀药.